# Gentiana exquisita
Gentiana exquisita är en gentianaväxtart som beskrevs av H. Smith. Gentiana exquisita ingår i släktet gentianor, och familjen gentianaväxter. Inga underarter finns listade i Catalogue of Life.